# Federazione Internazionale dei centri studi e di documentazione libertari
La Fédération internationale des centres d'études et de documentation libertaires (FICEDL) è un organismo di coordinamento internazionale tra gli istituti che si occupano di documentazione relativa ai movimenti anarchici, nata a Marsiglia nel 1979. Il suo scopo fondante è creare una rete di sostegno reciproco e di scambio di informazioni, oltre a garantire una supervisione collettiva sulla conservazione del patrimonio culturale di tutto il movimento libertario. La Federazione, che non ha struttura e organico propri, si riunisce in incontri periodici organizzati a rotazione dai vari istituti aderenti cercando di impostare una politica di cooperazione, tenendo conto delle specificità di ciascun centro. L'adesione alla Federazione si basa su un "patto associativo".
Il canale di collegamento tra gli istituti è stato per diversi anni il bollettino «Anarchives», rivolto essenzialmente a una circolazione interna alla Federazione, pubblicato inizialmente a Parigi, poi a Marsiglia e quindi a Barcellona. Tra 1979 e 1982 ne escono quindici numeri, dalla grafica spartana, contenenti notizie sulle attività dei centri, segnalazioni di novità editoriali, di ricerche in corso di svolgimento e alcune recensioni. In seguito le uscite del bollettino sono state sospese, anche se una rubrica relativa alla FICEDL ha preso posto per alcuni anni nel «Bulletin» del Centre internationale de recherches sur l'anarchisme (CIRA) di Losanna.

## Strutture aderenti
Data l'estrema informalità che caratterizza l'adesione alla Federazione, è difficile stilare un elenco definitivo degli affiliati. All'ultimo incontro (Lione, 2013) erano presenti:
- Anarchistische Bibliothek und Archiv, di Vienna
- Archive gateway, di Parigi
- Archivio-Biblioteca Enrico Travaglini, di Fano (PU)
- Archivio storico popolare Libero Dall'Olio, di Medicina (BO)
- Ateneu enciclopedic popular, di Barcellona
- Biblioteca-Archivio T. Claramunt (Soria)
- Biblioteca libertaria Armando Borghi, di Castelbolognese (RA)
- Biblioteca Terra Livre, di San Paolo (Brasile)
- BOESG Biblioteca observatório dos estragos da sociedade globalizada, di Lisbona
- CEDRATS Centre de documentation et de recherches sur les alternatives sociales Michel Derrion, di Lione
- Centre Ascaso-Durruti, di Montpellier
- Centre de documentation libertaire, di Lille
- Centre de documentation libertaire, di Lione
- Centro de cultura social, di San Paolo (Brasile)
- Centro studi libertari/Archivio Pinelli, di Milano
- CIRA Centre international de recherches sur l'anarchisme, di Losanna
- CIRA Centre international de recherches sur l'anarchisme, di Marsiglia
- Circolo Carlo Vanza, di Locarno
- Eutopic Library, di Atene
- Fundación Salvador Segui di Madrid (Barcellona e Valencia)

## Elenco degli incontri FICEDL
I) Marsiglia, aprile 1979
II) Lione, maggio 1980
III) Wetzlar, aprile 1981
IV) Barcellona, ottobre 1982
V) Ginevra, ottobre 1985
VI) Milano, novembre 1987
VII) Losanna, marzo-aprile 1990
VIII) Amsterdam-Utrecht, maggio 1992
IX) Barcellona, aprile 1994
X) Marsiglia, 1996
XI) Valencia, aprile 2000
XII) Marsiglia, novembre 2005
XIII) Losanna, settembre 2007
XIV) Pisa, settembre 2009
XV) Lisbona, settembre 2011
XVI) Lione, settembre 2013